# 시간 피라미드
《시간 피라미드》(독일어: Zeitpyramide)는 독일 벰딩 (Wemding)에 지어지고 있는 만프레드 라베의 공공 예술 작품이다. 이름처럼 피라미드형으로 된 이 프로젝트는 1993년 벰딩 탄생 1,200주년을 기념하여 시작되었으며, 1,167년의 시간을 거쳐 서기 3183년에 완성하기로 예정되어 있다. 2025년 기준으로, 전체 120개 콘크리트 블록 중에서 4개가 세워진 상태다.

## 역사
벰딩 마을은 793년에 처음 생겨났다. 1993년에 이르러 마을 탄생 1,200주년을 기념하게 되었고, 이 해부터 앞으로 1,200년의 기간 동안 시간 피라미드를 세우게 되었다.

## 개념

사투영으로 바라본 시간 피라미드의 설계도

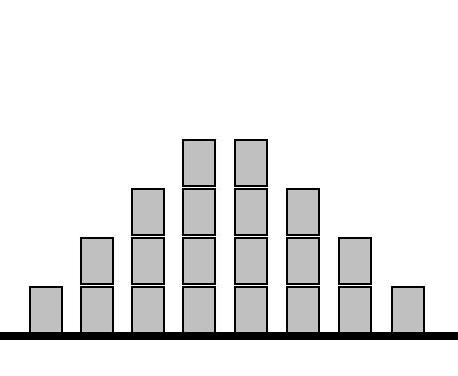
옆모습

서기 3183년에 완성되는 시간 피라미드는 콘크리트 블록 120개로 이루어져 있다. 블록 하나의 크키는 길이 1.2m, 너비 1.2m에 높이 1.8m이다. 각각의 블록들은 블록 길이의 절반, 혹은 0.6m씩 간격을 두고 떨어져 있다. 10년이 지날 때마다 블록이 하나씩 놓이게 되며 총 1,190년이 소요된다.
13.8 × 13.8m 크기의 1층은 8열 8줄로 나열된 64개 블록으로 이뤄지며, 2층은 6열 6줄의 36개 블록, 3층은 4열 4줄의 16개 블록, 마지막으로 꼭대기층은 2열 2층의 4개 블록으로 구성된다. 최종본의 모형은 벰딩의 하우스데스가슈테스 (Haus des Gastes)에 전시되어 있다.
오늘날까지 지어진 피라미드는 벰뎅 시의 북쪽 끝에 있는 둥근 구릉인 '로베르츠쇠헤' (Robertshöhe) 꼭대기의 콘크리트 발판 위에 위치해 있다. 첫번째 블록은 1993년 10월에 세워졌다. 세번째 블록이자 가장 최근의 블록은 2013년 6월 29일 오후 4시 14분에 세워졌다.
프로젝트의 자금은 대부분 현지 기업들로부터 기부를 받아 충당한다. 예컨대 콘크리트 발판 같은 재료들을 무료로 제공받은 것이다. 블록의 재료는 고정된 것이 아니라서 미래 세대에는 여건에 따라 바뀔 수도 있다. 현재 프로젝트는 벰딩 재단이 관리하고 있다.

## 시간
8×8 규모, 마을 탄생 1,200주년, 120개의 돌은 숫자 12로 통일된다는 점에서 그 의의가 있다. 건설이 시작된 해인 1993년도 가장 알맞은 때였다. 그 이유는 앞서 두 요소가 또 한번 하나로 통일되는 시기가 가장 가까워봤자 1633년 (7×7, 840주년, 84개 블록)과 2443년 (9×9, 1,650주년, 165개 블록)이었기 때문이다.

## 작가
이 프로젝트는 예술가 만프레드 라버 (Manfred Laber)의 아이디어로 1993년 6월에 시작되었다. 작품의 의도는 1,200년이라는 기간의 진정한 의미를 사람들이 느끼도록 하려는 것이었다.
만프레드 라버는 1932년 벰딩에서 태어나 1950년대 베를린의 빌덴데 퀸슈테 대학교 (Hochschule für Bildende Künste)에서 회화를 전공했다. 그의 다른 대표작은 스페인 알카나르와 프랑스 모르무아롱에 영구 설치되어 있다. 알카나르는 한때 그가 살던 곳이기도 했다.